# SN 2002fu
SN 2002fu – supernowa typu II odkryta 10 września 2002 roku w galaktyce A220955+1205. W momencie odkrycia miała maksymalną jasność 19,40m.